# 畢士安
畢士安（938年—1005年），原名畢士玄，為避宋朝始祖趙玄朗諱，改名士安。字仁叟，一字舜舉，代州雲中人（今山西代縣、一說山西大同）。生於晉高祖天福三年（938年），卒於真宗景德二年（1005年），年六十八，謚文簡，有文集三十卷。乾德四年（966年）登進士第，累遷至知制誥、翰林學士。景德元年，畢士安任參知政事，不久，又拜同中書門下平章事。畢士安因為文章佳、人品好，在宋太宗前得到眾臣的推舉。另外，他也曾向宋真宗推薦過寇準，後兩人同任宰相。由於當時契丹多次進犯邊境，為鼓舞前線將兵的士氣，兩人一起商量對策，終於促成真宗御駕親征駕澶淵一事。